# Once Upon a Time (série de jeux vidéo)
Pour les articles homonymes, voir Once Upon a Time (homonymie).
Once Upon a Time est une série de trois jeux vidéo d'aventure développée et éditée par Coktel Vision, sortie en 1991 sur DOS, Amiga et Atari ST. Les différents jeux sont basés sur des contes fantastiques.

## Épisodes
- Once Upon a Time: Abracadabra
- Once Upon a Time: Baba Yaga
- Once Upon a Time: Little Red Riding Hood